# Trốn nợ
Trốn nợ hay còn gọi bùng nợ, quỵt nợ là hành vi cố tình tìm cách né tránh các nỗ lực thu hồi nợ của chủ nợ. Ở mức độ cơ bản, điều này bao gồm việc từ chối trả lời điện thoại, lọc cuộc gọi hoặc bỏ qua các cuộc gọi từ chủ nợ, bỏ qua các thông báo được gửi qua thư, các thông báo nhắc nhở thanh toán hoặc thông báo về việc khởi kiện.
Ở những trường hợp phức tạp hơn, điều này bao gồm việc lừa dối chủ nợ tin rằng con nợ không cư trú tại địa điểm mà chủ nợ đang cố gắng liên hệ. Chuyển nhà mà không thông báo cho chủ nợ, thay đổi số điện thoại, địa chỉ email, hoặc sử dụng tên giả. Tẩu tán tài sản để tránh trả nợ, bán tài sản hoặc chuyển tài sản cho người khác.